# French Open 2002
Die Tennisturniere French Open fanden 2002 vom 27. Mai bis 10. Juni in Paris im Stade Roland Garros statt.
Es nahmen in der Hauptrunde jeweils 128 Herren und Damen an den Einzelwettbewerben teil.

## Herreneinzel

### Setzliste
| Nr. | Spieler             | Erreichte Runde |
| --- | ------------------- | --------------- |
| 01. | Lleyton Hewitt      | Achtelfinale    |
| 02. | Marat Safin         | Halbfinale      |
| 03. | Tommy Haas          | Achtelfinale    |
| 04. | Andre Agassi        | Viertelfinale   |
| 05. | Jewgeni Kafelnikow  | 2. Runde        |
| 06. | Tim Henman          | 2. Runde        |
| 07. | Gustavo Kuerten     | Achtelfinale    |
| 08. | Roger Federer       | 1. Runde        |
| 09. | Thomas Johansson    | 2. Runde        |
| 10. | Sébastien Grosjean  | Viertelfinale   |
| 11. | Juan Carlos Ferrero | Finale          |
| 12. | Pete Sampras        | 1. Runde        |
| 13. | Andy Roddick        | 1. Runde        |
| 14. | Jiří Novák          | 3. Runde        |
| 15. | Guillermo Cañas     | Viertelfinale   |
| 16. | Younes El Aynaoui   | 2. Runde        |

| Nr. | Spieler            | Erreichte Runde |
| --- | ------------------ | --------------- |
| 17. | Carlos Moyá        | 3. Runde        |
| 18. | Àlex Corretja      | Halbfinale      |
| 19. | Thomas Enqvist     | 2. Runde        |
| 20. | Albert Costa       | Sieg            |
| 21. | Juan Ignacio Chela | 1. Runde        |
| 22. | Andrei Pavel       | Viertelfinale   |
| 23. | Fabrice Santoro    | 2. Runde        |
| 24. | Rainer Schüttler   | 2. Runde        |
| 25. | Tommy Robredo      | 3. Runde        |
| 26. | Maks Mirny         | 1. Runde        |
| 27. | Nicolas Escudé     | 1. Runde        |
| 28. | Nicolás Lapentti   | 1. Runde        |
| 29. | David Nalbandian   | 3. Runde        |
| 30. | Sjeng Schalken     | 3. Runde        |
| 31. | Gastón Gaudio      | Achtelfinale    |
| 32. | Ivan Ljubičić      | 1. Runde        |

## Dameneinzel

### Setzliste
| Nr. | Spielerin               | Erreichte Runde |
| --- | ----------------------- | --------------- |
| 01. | Jennifer Capriati       | Halbfinale      |
| 02. | Venus Williams          | Finale          |
| 03. | Serena Williams         | Sieg            |
| 04. | Kim Clijsters           | 3. Runde        |
| 05. | Justine Henin           | 1. Runde        |
| 06. | Monica Seles            | Viertelfinale   |
| 07. | Jelena Dokić            | Viertelfinale   |
| 08. | Sandrine Testud         | 1. Runde        |
| 09. | Silvia Farina Elia      | Achtelfinale    |
| 10. | Amélie Mauresmo         | Achtelfinale    |
| 11. | Daniela Hantuchová      | Achtelfinale    |
| 12. | Meghann Shaughnessy     | 1. Runde        |
| 13. | Jelena Dementjewa       | Achtelfinale    |
| 14. | Iroda Toʻlaganova       | 3. Runde        |
| 15. | Arantxa Sánchez Vicario | 1. Runde        |
| 16. | Barbara Schett          | 2. Runde        |

| Nr. | Spielerin               | Erreichte Runde |
| --- | ----------------------- | --------------- |
| 17. | Tamarine Tanasugarn     | 3. Runde        |
| 18. | Tatjana Panowa          | 3. Runde        |
| 19. | Anastassija Myskina     | 1. Runde        |
| 20. | Patty Schnyder          | Achtelfinale    |
| 21. | Anna Smaschnowa         | 1. Runde        |
| 22. | Magdalena Maleewa       | 1. Runde        |
| 23. | Anne Kremer             | 3. Runde        |
| 24. | Lisa Raymond            | 1. Runde        |
| 25. | Dája Bedáňová           | 1. Runde        |
| 26. | Ai Sugiyama             | 2. Runde        |
| 27. | Nathalie Dechy          | 3. Runde        |
| 28. | Alexandra Stevenson     | 1. Runde        |
| 29. | Iva Majoli              | 2. Runde        |
| 30. | Amanda Coetzer          | 1. Runde        |
| 31. | Rita Grande             | 3. Runde        |
| 32. | Cristina Torrens Valero | 2. Runde        |

## Herrendoppel

### Setzliste
| Nr. | Paarung                        | Erreichte Runde |
| --- | ------------------------------ | --------------- |
| 01. | Donald Johnson Jared Palmer    | 2. Runde        |
| 02. | Mark Knowles Daniel Nestor     | Finale          |
| 03. | Mahesh Bhupathi Maks Mirny     | Halbfinale      |
| 04. | Wayne Black Kevin Ullyett      | Achtelfinale    |
| 05. | Bob Bryan Mike Bryan           | Viertelfinale   |
| 06. | Jonas Björkman Todd Woodbridge | Viertelfinale   |
| 07. | Martin Damm Cyril Suk          | Viertelfinale   |
| 08. | Ellis Ferreira Jeff Tarango    | 1. Runde        |

| Nr. | Paarung                        | Erreichte Runde |
| --- | ------------------------------ | --------------- |
| 09. | David Prinosil David Rikl      | Achtelfinale    |
| 10. | Jiří Novák Radek Štěpánek      | 1. Runde        |
| 11. | Joshua Eagle Sandon Stolle     | 2. Runde        |
| 12. | Petr Pála Pavel Vízner         | 1. Runde        |
| 13. | Rick Leach Brian MacPhie       | 2. Runde        |
| 14. | Tomáš Cibulec Leander Paes     | Halbfinale      |
| 15. | Julien Boutter Sjeng Schalken  | 1. Runde        |
| 16. | Michaël Llodra Fabrice Santoro | 2. Runde        |

## Damendoppel

### Setzliste
| Nr. | Paarung                                    | Erreichte Runde |
| --- | ------------------------------------------ | --------------- |
| 01. | Lisa Raymond Rennae Stubbs                 | Finale          |
| 02. | Virginia Ruano Pascual Paola Suárez        | Sieg            |
| 03. | Cara Black Jelena Lichowzewa               | Achtelfinale    |
| 04. | Daniela Hantuchová Arantxa Sánchez-Vicario | 1. Runde        |
| 05. | Kimberly Po-Messerli Nathalie Tauziat      | 2. Runde        |
| 06. | Sandrine Testud Roberta Vinci              | Viertelfinale   |
| 07. | Jelena Dementjewa Janette Husárová         | 2. Runde        |
| 08. | Conchita Martínez Patricia Tarabini        | 1. Runde        |
| 09. | Nicole Arendt Liezel Huber                 | Halbfinale      |

| Nr. | Paarung                           | Erreichte Runde |
| --- | --------------------------------- | --------------- |
| 10. | Silvia Farina Elia Barbara Schett | Achtelfinale    |
| 11. | Tina Križan Katarina Srebotnik    | 1. Runde        |
| 12. | Lee Janet Wynne Prakusya          | 1. Runde        |
| 13. | Amanda Coetzer Lori McNeil        | 2. Runde        |
| 14. | unbekannt                         |                 |
| 15. | Rika Fujiwara Ai Sugiyama         | Halbfinale      |
| 16. | Alexandra Fusai Caroline Vis      | Achtelfinale    |
| 17. | Dája Bedáňová Jelena Bowina       | Achtelfinale    |

## Mixed

### Setzliste
| Nr. | Paarung                              | Erreichte Runde |
| --- | ------------------------------------ | --------------- |
| 01. | Jared Palmer Arantxa Sanchez Vicario | Halbfinale      |
| 02. | Donald Johnson Kimberly Po-Messerli  | 1. Runde        |
| 03. | Mahesh Bhupathi Jelena Lichowzewa    | Viertelfinale   |
| 04. | Leander Paes Lisa Raymond            | Achtelfinale    |

| Nr. | Paarung                          | Erreichte Runde |
| --- | -------------------------------- | --------------- |
| 05. | Wayne Black Cara Black           | Sieg            |
| 06. | Kevin Ullyett Daniela Hantuchová | Viertelfinale   |
| 07. | Todd Woodbridge Rennae Stubbs    | 1. Runde        |
| 08. |                                  | Rückzug         |